# Jeanine Áñezová
Jeanine Áñezová (* 13. srpna 1967 Trinidad, Bolívie) je bolivijská politička, právnička a televizní moderátorka. Od 12. listopadu 2019 do 8. listopadu 2020 byla prozatímní prezidentkou Bolívie poté, co rezignoval Evo Morales. Stala se druhou prezidentkou v historii Bolívie, první byla Lidia Gueiler Tejada. Než se stala prezidentkou byla opoziční senátorkou za departement Beni. Politický postoj Áñezové je médii označován jako pravicový, konzervativní a protimoralesovský.

## Prezidentská funkce
Kritiku v prvních dnech její vlády vyvolalo už sestavení šestnáctičlenného kabinetu, ve kterém nebyl ani jeden domorodý člověk, ti přitom v Bolívií tvoří 41 % populace a ve velkém podporovali právě Moralese, jakožto prvního domorodého prezidenta. Později byli do funkce uvedeni dva domorodí ministři. Jako svůj cíl Áñezová uvedla „znovuvybudování demokracie“. Během svého ročního působení ve funkci se věnovala problematice domácího násilí na ženách, nechala prověřit údajnou korupci ve státních firmách a vládních institucích (což opozice kritizovala jako záminku k čistkám), implementovala řadu neoliberálních opatření, které stály v přímém kontrastu k Moralesově levicové politice, snížila daně velkým korporacím, neúspěšně se snažila zprivatizovat státní energetickou společnost Elfec a pokusila se zvrátit Moralesovu antiimperialistickou politiku, v rámci čehož rozvázala diplomatické styky s Nikaraguou, Kubou, Venezuelou a Íránem. Dne 9. října 2020 pronesla řeč, kdy připomněla 53. výročí od zavraždění argentinsko-kubánského revolucionáře Che Guevary, přičemž vzdala hold bolivijským vojákům, kteří jej v roce 1967 popravili.
V březnu 2020 o jejím působení v roli prezidentky The Washington Post napsal: „Od svého uvedení do funkce se energicky antisocialistická Áñez zasloužila o zadržení stovek svých oponentů, umlčování novinářů a kampaň za stabilizaci společnosti, po které zůstalo podle národního ombudsmana a lidskoprávních organizací minimálně 31 mrtvých.“ Deník odkazoval na události z listopadu 2019, kdy Áñezová vyhlásila kampaň na „stabilizaci společnosti“, v rámci které policie a armáda násilně zakročila proti demonstrantům poblíž měst Sacaba a Senkata. The New York Times v červnu 2020 uvedly, že Áñezina vláda „perzekvovala podporovatele bývalého prezidenta, potlačovala disent a pracovala na trvalém upevnění své moci“.
V prezidentských volbách, které se konaly v říjnu roku 2020, zvítězil s 55 % levicový kandidát a člen bývalé Moralesovy vlády Luis Arce. Áñezová zprvu neměla v úmyslu se voleb účastnit, koncem ledna 2020 nicméně nečekaně ohlásila svou kandidaturu. Tu později stáhla po řadě neuspokojivých předvoleních průzkumů. V březnu 2021 byl bolivijskou vládou na Áñezovou vydán zatykač a následně byla zadržena spolu s dalšími členy své bývalé vlády. Prokuratura ji obvinila z terorismu a vzpoury a je podezřelá z organizace státního převratu, kterým byl Evo Morales odstaven. Áñezová své zatčení označila za politické pronásledování. Za organizaci převratu a za rozhodnutí přijatá v rozporu s ústavou byla odsouzena k deseti letům, 12. června 2022 byla zatčena a uvězněna.